# Мухинская (Вологодская область)
Мухинская — деревня в Верховажском районе Вологодской области.
Входит в состав Сибирского сельского поселения, с точки зрения административно-территориального деления — в Сибирский сельсовет.
Расстояние по автодороге до районного центра Верховажья — 45 км, до центра муниципального образования Елисеевской — 14 км. Ближайшие населённые пункты — Анциферовская, Секушинская, Кузнецовская.
По данным переписи в 2002 году постоянного населения не было.